# Neozygitales
Ordre
Les Neozygitales sont un ordre de champignons de la sous-division des Entomophthoromycotina.

## Liste des familles et genres
Selon NCBI (1 juillet 2013) :
- famille des Neozygitaceae
  - genre Neozygites